# 高辻家
高辻家（たかつじけ）は、菅原氏嫡流にあたる公家・華族だった家。公家としての家格は半家、華族としての家格は子爵家。

## 歴史
贈太政大臣菅原道真の六世孫菅原是綱（正四位下・大学頭）（1030年 - 1107年）を祖とする。
学問の研鑽に努め、代々文章博士と天皇の侍読を務めることを家業とした紀伝道の家である。
菅原氏の嫡流にあたるが、是綱の弟在良の系流（唐橋家）や輔方の系流に対して家格の差はそれほどなく、天皇の侍読や菅原氏長者の地位も独占しているわけではなく、いずれの系流からも出ている。天皇の侍読になった当主はおおむね高い官位に昇っている。
平安時代末期から鎌倉時代前期の当主菅原為長（1158年 - 1246年）は家例として初めて参議に列した。その長男長成の系譜が高辻家となった。なお為長の四男高長の系流は五条家となった。
南北朝時代の長衡は従三位から左大弁となる前例を拓き、継長（1414年 - 1475年）は従三位・左大弁・参議・正二位へ進み、文明2年（1470年）に権大納言に昇進した。これ以降高辻家は権大納言を極官とするようになった。
戦国時代には経済的困窮からしばしば地方へ下向するようになり、継長は加賀国、その孫の章長は越前国一乗谷で死去している。
安土桃山時代の高辻長雅（正二位・権大納言・式部大輔）（1515年 - 1580年）の代で中絶する。
江戸時代前期の寛永11年（1634年）に後水尾上皇の命で同族の五条家から高辻遂長（かつなが）（正三位・参議・大蔵卿）（1600年 - 1643年）を養子として家名が再興される。
公家としての家格は半家、旧家、外様。一条家の家札。江戸時代の所領の表高は200石。屋敷は新烏丸通丸太町にあった。菩提寺は浄福寺。
明治維新後の明治2年（1869年）6月17日の行政官達で公家と大名家が統合されて華族制度が誕生すると高辻家も公家として華族に列した。
明治3年12月10日に定められた家禄は、現米で285石1斗。明治9年8月5日の金禄公債証書発行条例に基づき家禄と引き換えに支給された金禄公債の額は1万2915円28銭5厘（華族受給者中268位）。
明治17年（1884年）7月7日の華族令の施行で華族が五爵制になると、同8日に大納言直任の例がない旧堂上家として修長が子爵に叙された。修長は宮内省に勤務し、侍従や宮内書記官、東宮侍従長、宮中顧問官などを歴任した。その子宜麿も宮内省に勤務した。彼の代に高辻子爵家の邸宅は東京府北多摩郡武蔵野町吉祥寺にあった。
また明治に高辻以長の四男信厳が太宰府天満宮の社家として分家して西高辻家を創設しており、同家も男爵に叙せられた。